# Canaã
Canaã là một đô thị thuộc bang Minas Gerais, Brasil. Đô thị này có diện tích 175,066 km², dân số năm 2007 là 4668 người, mật độ 24,7 người/km².